# Tir en enfilade

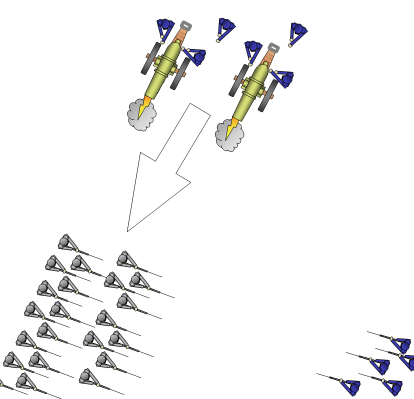
Schéma montrant un tir en enfilade: les canons en haut tirent sur une formation de soldats à partir d'une position de flanc.

L'enfilade et la défilade sont des concepts de tactique militaire utilisés pour décrire l'exposition d'une formation militaire au tir ennemi. En outre, un tir d'enfilade est utilisé pour décrire des coups de feu dirigés contre une formation ou une position en « enfilade. »
Le tir d'enfilade est aussi communément appelé « tir de flanquement » (flanking fire en anglais). Raking fire (littéralement « tir de ratissage ») est le terme équivalent dans la guerre navale. Le mitraillage au sol, ou le tir sur des cibles depuis une plate-forme volante, est souvent effectué via un tir d'enfilade lorsque les armes situées à l'avant de l'appareil sont utilisées ; ou via un tir en défilade lorsque les armes latérales sont mises en œuvre.

## Enfilade

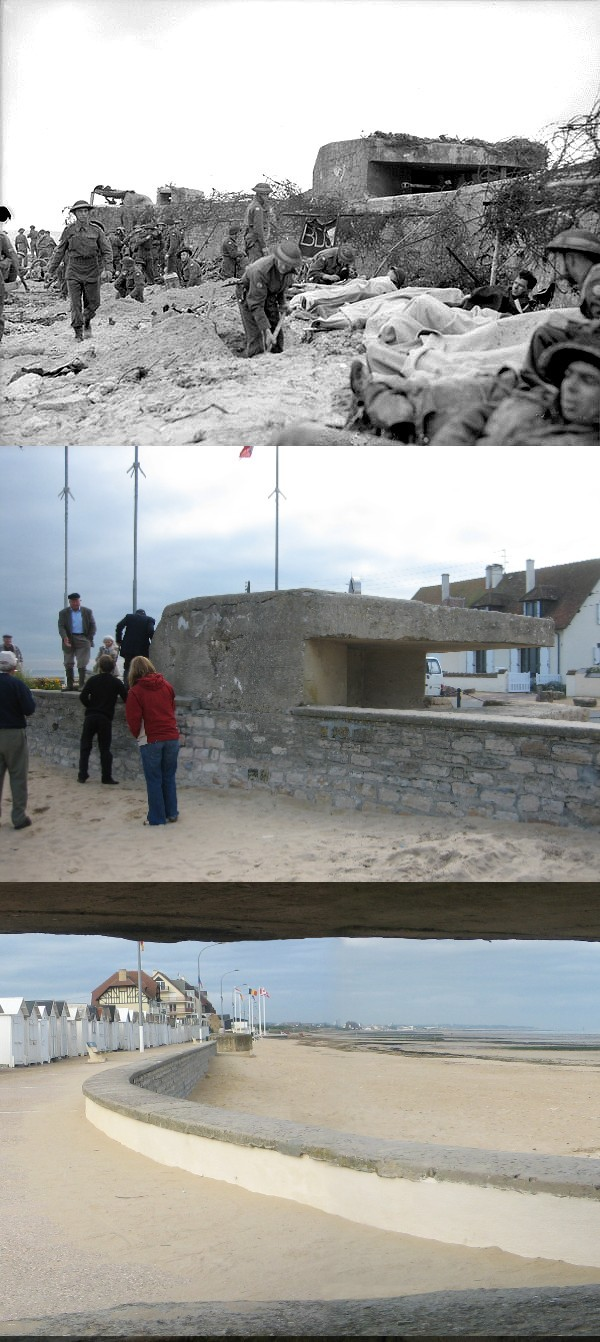
En haut: Un bunker allemand sur Juno Beach : soldats canadiens blessés, 6 juin 1944.
Au milieu: Le même bunker en septembre 2006.
En bas: Le point de vue du bunker, montrant le champ de tir en enfilade vis-à-vis de la digue.

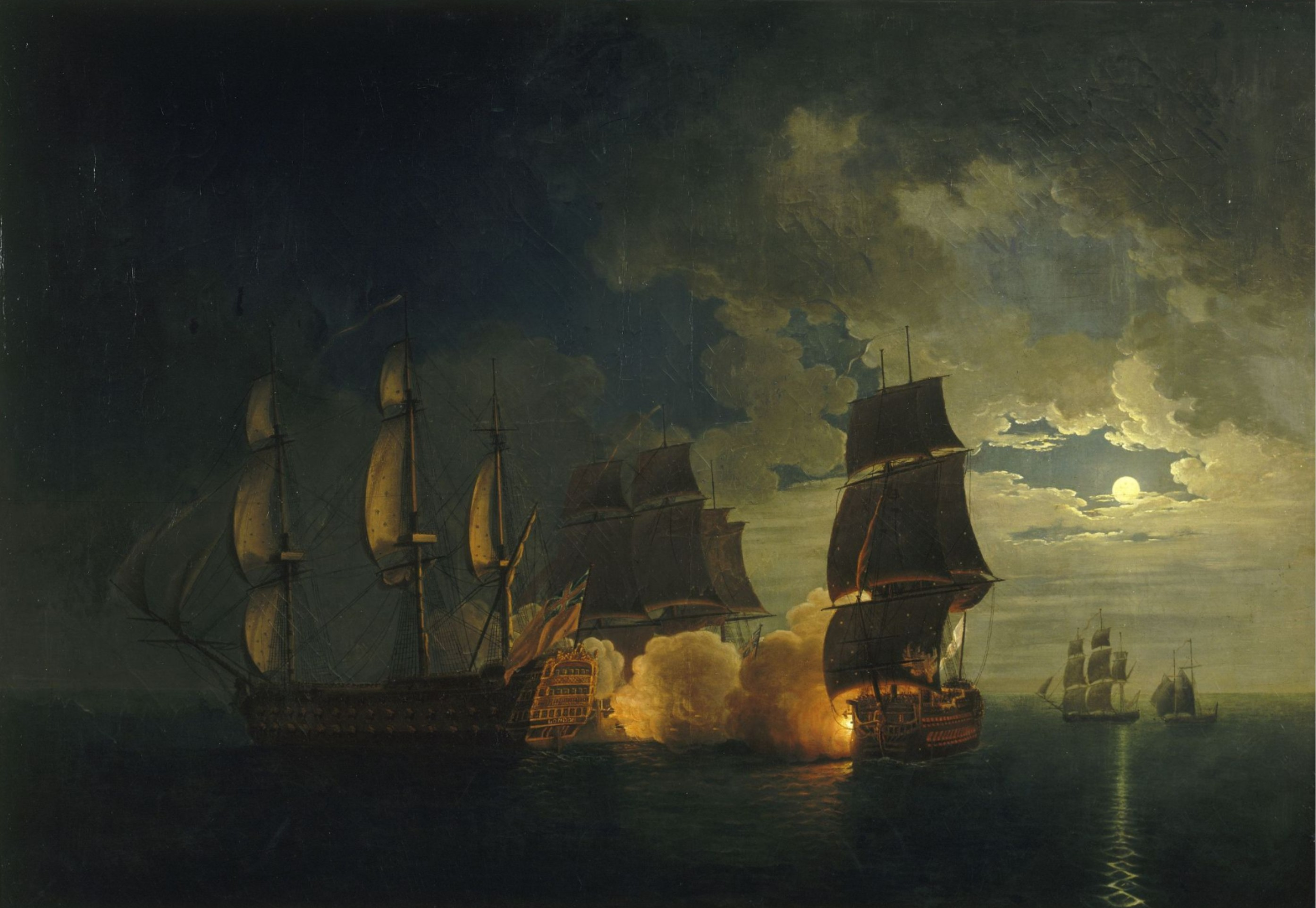
Le tir en enfilade se pratique aussi au combat naval : ici, sur l'arrière d'un vaisseau.

Une formation ou un poste est « en enfilade » si le feu ennemi peut être dirigé le long de son axe le plus long. Par exemple, une tranchée est en enfilade si l'adversaire peut faire feu sur toute la longueur de la tranchée. Une colonne de troupes en marche est en enfilade si le feu vient de l'avant ou l'arrière de telle sorte que les projectiles traverse toute la longueur de la colonne. Une troupe avançant en ligne ou en rang est en enfilade si le feu vient du côté (flanc).
L'avantage de prendre en enfilade une formation ennemie, est qu'en tirant dans l'axe, il est plus facile de toucher les soldats au sein de cette formation. Le fait de régler la hausse permet simplement de viser un point différent de l'axe de la formation, alors que régler en azimut risque de faire rater la cible. Le tir d'enfilade tire parti du fait que de viser une cible est plus facile que d'évaluer correctement la distance portée pour éviter un tir trop long ou trop court. Enfin, les projectiles qui ratent une cible sont plus susceptibles de toucher une autre cible dans la formation lorsqu'on tire en enfilade.
Les photos à droite illustrent le concept de tir en enfilade. Ce bunker allemand a été construit sur un saillant de la jetée qui jouxte une bonne partie de la plage ; les troupes d'assaut abritées sur le côté inférieur de la jetée auraient été directement exposées au feu ennemi depuis cette position de tir, et auraient été clairement alignées le long de l'axe de l'arme installée dans le bunker. Les troupes cachées le long de la digue auraient été prises en enfilade par cette arme.

## Défilade
Une unité ou une position est « en défilade » si elle utilise des obstacles naturels ou artificiels pour se protéger ou se cacher. Pour un véhicule blindé de combat (VBC), défilade est synonyme d'une position semi enterrée où la tourelle est basse.
La défilade est également utilisée pour se référer à une position à contre-pente d'une colline, dans une dépression d'un terrain vallonné. Les positions en défilade sur les collines sont avantageuses car elles permettent à un défenseur de profiter de la hauteur du terrain sans avoir à subir l'inconvénient d'avoir sa silhouette détachée sur le fond du ciel. Toutefois, en raison de la pente, il existe un « espace mort », qui ne peut être engagé avec un feu direct, en face de la position. Idéalement cet espace mort devraient être couverts par une autre position à proximité, et/ou par des tirs indirects pré-planifiées, avec des mortiers ou d'autres formes d'artillerie.
Dans le cas d'armes antichar, et en particulier d'armes antichars portatives à courte portée, une position en défilade derrière une colline a plusieurs avantages importants. L'espace mort, créé par la crête de la colline, empêche un char d'approcher en utilisant ses armes à tir tendus, et ni l'attaquant, ni le défenseur, n'aura une vision claire jusqu'à ce que le char soit à portée de l'arme antichar. Dans de tels engagements, le char a généralement une autre faiblesse car le défenseur sera souvent camouflé tandis que le char attaquant verra sa silhouette se découper sur le ciel, facilitant le tir du défenseur.
De plus, si le char ne détecte pas l'arme antichar alors que le char est encore en défilade, mais progresse en direction de cette position au-delà de la crête de la colline, il peut exposer son blindage peu épais de son soubassement au défenseur. La détection précoce et l'élimination des menaces antichars est une raison importante de l'appui d'infanterie apporté aux attaques de chars.
Les retranchements artificiels peuvent fournir une défilade en permettant aux troupes de s'abriter comme derrière une berme surélevée qui augmente la hauteur du sol, ou dans une excavation qui permet aux soldats de se mettre à l'abri sous la surface du sol. Les mêmes principes s'appliquent aux positions d'artillerie, ainsi qu'aux véhicules blindés de combat.

## Référence
Notes
1. ↑  (en) Chris Bellamy, The Evolution of Modern Land Warfare : Theory and Practice, Routledge, 1990, 314 p. (ISBN 0-415-02073-5)